# Дисциплинарный проступок
Дисциплина́рный просту́пок — противоправное виновное нарушение трудовой или служебной дисциплины сотрудником (работником), за которое предусмотрена ответственность в дисциплинарном порядке.
Для дисциплинарного проступка характерно неисполнение сотрудником (работником) своих функциональных (трудовых) обязанностей, предусмотренных трудовым законодательством, правилами внутреннего трудового распорядка, воинскими уставами и положениями о внутренней дисциплине, должностными инструкциями, вытекающими из трудового договора (контракта), заключенного сотрудником (работником) с конкретной организацией.
Не является дисциплинарным проступком поведение работника, не имеющее отношения к его трудовым обязанностям. Дисциплинарный проступок отличает противоправный характер, то есть такое поведение работника, которое нарушает действующее законодательство, иные нормативные акты о труде.
Отказ выполнить неправомерный приказ не является дисциплинарным проступком. Судебная практика расценивает как правомерное поведение неповиновение работника приказу руководителя организации, нарушающему требования Закона.
Дисциплинарный проступок всегда есть виновное действие (умышленное или неосторожное). Неисполнение трудовых обязанностей не по вине работника не может считаться дисциплинарным проступком.
За совершение дисциплинарного проступка работник привлекается к дисциплинарной ответственности с наложением дисциплинарного взыскания.